# Murovdağ
Murovdağ – pasmo górskie w Małym Kaukazie, w Azerbejdżanie. Długość około 70 km, najwyższy szczyt Gamış wznosi się na 3724 m n.p.m. Pasmo jest zbudowane głównie ze skał osadowych i wulkanicznych. Na północnym stoku znajduje się jezioro Göygöl. Do 2020 stanowił de facto najwyższy szczyt Górskiego Karabachu, jednak po zajęciu tych terenów przez Azerbejdżan najwyższym z wzniesień tego nieuznawanego państwa został Böyük Kirs (2725 m n.p.m.).